# The Last Days on Mars
The Last Days on Mars è un film del 2013 diretto da Ruairi Robinson di genere horror fantascientifico.

## Trama
Nel 2040 sul pianeta Marte una missione internazionale terrestre è alla ricerca di segni di vita. I risultati sono deludenti e il tempo della spedizione del gruppo di scienziati volge al termine.
L'equipaggio di otto persone, che è stato di stanza lì per sei mesi, ha solo diciannove ore per completare la missione di ricerca. La navicella spaziale Aurora è in arrivo dalla Terra e raccoglierà la squadra, cambiando il turno con un'altra spedizione di esploratori. Lo scienziato Marko Petrović ha trovato campioni che potrebbero indicare la vita sul pianeta ma, senza rivelare la sua scoperta, architetta uno stratagemma per un'ultima escursione in superficie. Il compagno di squadra Richard Harrington guida Petrović su un rover a energia solare nel punto in cui ha trovato il campione. Dopo aver ottenuto il terreno con l'agente biologico presente mediante trivellazione, una fessura inghiotte Petrović che svanisce sotto i vapori d'acqua provenienti dalle viscere del pianeta. I suoi compagni credono che sia morto, ma non è così.
Il capitano Charles Brunel e la compagna di squadra Lauren Dalby hanno in programma di esplorare la fossa per recuperare il corpo di Petrović. Dalby si perde per poi riapparire insieme a Petrović all'avamposto principale, ma i batteri marziani li hanno trasformati in creature veloci, aggressive, intelligenti, simili a zombi con pelle annerita e senza traccia delle loro personalità originali. Harrington muore nell'attacco e va ad alimentare il gruppo di zombi. Il resto dell'equipaggio trattiene gli zombi mentre il capitano Brunel e Campbell ritornano. Brunel è gravemente ferito e anche lui diventa zombi.
Dopo diverse lotte e fughe dagli zombi attraverso i moduli della stazione, lo psicologo della missione Robert Irwin intrappola lo scienziato Kim Aldrich mentre Rebecca Lane viene pugnalata alla gamba durante la frenetica fuga verso un rover. Gli unici sopravvissuti - Campbell, Irwin e Lane - decidono di dover raggiungere l'altro rover, che è ancora nel sito dove si era aperta la fessura. Con una scusa Irwin ruba il secondo rover e non riesce a convincere Campbell ad abbandonare Lane, che afferma essere stata infetta mentre lo stesso Irwin nasconde prove della sua possibile infezione.
Mentre Campbell e Lane aspettano il sorgere del sole e la ricarica delle batterie ad energia solare, i due si addormentano. Quando Campbell si sveglia da solo, si rende conto che Lane è fuggita nel deserto e la insegue. Lane, che sa che è probabile che sia stata infettata, si suicida rimuovendo il casco.
Campbell e Irwin convergono separatamente sul lander Aurora, ma qui si rivela che Irwin è stato infettato e, nonostante tutto, avvia un lancio, che porta in orbita lui e Campbell. Campbell stordisce Irwin ed espelle il corpo e le gocce di sangue virulento nel vuoto dello spazio.
In un messaggio al controllo della missione, Campbell afferma di non avere abbastanza carburante ma che le provviste a bordo possono durare per mesi se vogliono lanciare un salvataggio, ma dice anche che questo potrebbe non essere consigliabile in quanto potrebbe essere stato infettato. Campbell conclude che ci vorranno 15 minuti per ricevere la trasmissione e attenderà la loro risposta.